# Zingaresca
Zingaresca (Sally of the Sawdust) è un film muto del 1925 prodotto e diretto da D.W. Griffith.

## Trama
Sally è vissuta sempre nell'ambiente del circo, allevata da McGargle al quale l'aveva affidata sua madre prima di morire. La donna, sposatasi con un artista circense, era stata a causa di quel matrimonio diseredata dal padre, il giudice Foster. Sally, ormai giovane donna, incontra e si innamora di Peyton Lennox, un ricco rampollo figlio di un amico del giudice. Anche se la signora Foster protegge la ragazza, Sally va a finire in carcere, accusata per gioco illegale mentre McGargle riesce a scappare. Il severo Foster sta per giudicare la ragazza quando McGargle ritorna per evitare alla sua protetta la condanna. Foster viene così a conoscenza del fatto che Sally è sua nipote: la ragazza verrà accolta in famiglia e McGargle potrà restare con lei.

## Produzione
Il film fu prodotto dalla Paramount Pictures.

## Distribuzione
Distribuito dall'United Artists, uscì nelle sale cinematografiche USA il 2 agosto 1925 con il titolo originale Sally of the Sawdust. In Giappone, il film fu distribuito il 24 dicembre di quell'anno, mentre in Finlandia uscì il 13 marzo 1927.
La pellicola viene conservata in un positivo 35 mm.